# Jaime Santana
Jaime Manoel Tavares Neiva de Santana (São Luís, 19 de novembro de 1943) é um economista e político brasileiro, filiado ao Partido da Social Democracia Brasileira (PSDB). Foi deputado federal pelo Maranhão por quatro mandatos.

## Biografia
Filho de Pedro Neiva de Santana e Eney Tavares de Santana. Economista formado pela Universidade Cândido Mendes com graduação também em Administração Universitária pela Universidade Federal de Santa Catarina, com cursos no exterior realizado na Universidade da Flórida e curso em fundamentos de computadores para executivos da IBM. Foi assessor do pai na Secretaria de Fazenda do Maranhão, foi secretário da pasta na prefeitura de São Luís em 1968 na gestão Vicente Fialho. Com a escolha de seu pai para governar o Maranhão pelo presidente Emílio Médici, foi  Secretário de Fazenda e chefe da Casa Civil (1971-1975) e nomeado no governo de José Sarney (1965 - 1970) economista da Companhia de Águas e Esgotos do Maranhão.
Em 1982, foi eleito deputado federal pelo PDS e uma vez na Câmara dos Deputados votou a favor das Diretas Já e em Tancredo Neves para presidente da República. Com o fim do ciclo de governos militares, ingressou no PFL pelo qual disputou, e perdeu, a eleição para prefeito de São Luís em 1985 ante o triunfo de Gardênia Gonçalves. Reeleito deputado federal em 1986, incompatibilizou-se com a legenda em 1988 e foi um dos fundadores do PSDB, como tesoureiro do partido. E em cuja legenda foi reeleito em 1990 e 1994, votando a favor do impeachment de Fernando Collor em 1992. Retirou-se da vida pública ao fim do mandato, em 1999. Foi para a iniciativa privada como consultor da ABIDI até 2002. Retornando ao Maranhão em 2003 e a vida pública, como assessor especial do governador Jackson Lago (2007-2009).